# 沃德 (南达科他州)
沃德（英語：Ward）是美国南达科他州下属的一座城鎮。根据2010年美国人口普查，该鎮有人口48人。论人口在本州排行第279。